# Ньингма

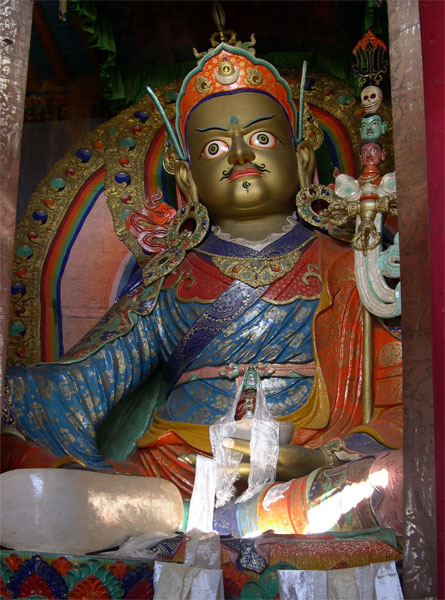
Статуя Падмасамбхавы в монастыре Хемис. Ладак.

Ньингма (транслитерация: (bKa') rNying-ma) — одна из четырёх школ тибетского буддизма. «Ньингма» в переводе с тибетского дословно — «Школа старых переводов». Последователи школы ньингма считали себя приверженцами учения, которое принёс в VIII веке н. э. в Тибет гуру Падмасамбхава, и не опирались на новые переводы индийских канонов.
В настоящее время центры этой школы тибетского буддизма находятся также в странах Европы (включая Россию), в США и других странах.

## История Ньингма
Начиная с IV в. н. э. в Тибет проникали различные буддийские традиции из сопредельных стран. При царе Сонгцене Гампо этот процесс продолжился, однако в полной мере буддизм пришёл в Тибет при Трисонг Децене.
В 755 г. царь Трисонг Децен пригласил из Индии монаха Шантаракшиту из университета Наланда и мастера Ваджраяны Падмасамбхаву. В Тибете были построены монастыри, возникла сильная монашеская сангха, множество йогинов практиковали тантрические садханы в ретритах, 108 учёных пандитов переводили с санскрита на тибетский язык сутры и тантры.
Правление царя Ландармы (IX век) обернулось катастрофой для буддийской сангхи Тибета. Монахи подвергались репрессиям, тексты уничтожались, статуи разрушались. Монахи, ученые и йогины были вынуждены скрываться в труднодоступных местах и в окраинных районах. Лишь убийство Ландармы позволило возобновить проповедь и практику буддизма. Заново были приглашены учителя из Индии, заново были сделаны переводы текстов.
В период первой волны распространения буддизма (VII—VIII вв.) Ньингма была единственной буддийской школой в Тибете. Её оформление в буддийский орден произошло только в период второй волны распространения буддизма в Тибете — в X — нач. XI века. В начале X века царь Еше О из царства Нгари в Западном Тибете оказался ревностным сторонником буддизма. Он послал переводчиков священных текстов в Индию, восстановил храмы и построил новые монастыри. Известные переводчики текстов Ринчен Сангпо (958—1055), Лходрак Марпа (1012—1096) и Дрокми (992—1072) возглавили это возрождение интереса к буддизму. Из изгнания вернулись некоторые важные в монашеском деле фигуры, а из Индии приехали новые буддийские учёные, самым знаменитым среди которых был Атиша (982—1054). Именно в это время началось оформление первых монашеских орденов — школ буддизма.
Новые традиции, заложенные Атишей, Кхон Кончог Гьялпо, Гампопой, довольно быстро приобрели черты социальных институтов, построили собственные монастыри и даже ввязались в борьбу за верховную власть в Тибете, каковая после смерти Ландармы серьёзно пошатнулась. Последователи древней традиции приняли в политических событиях меньшее участие. Тем не менее, ситуация вынудила и их формально обозначить своё присутствие.
XIV век был периодом «строительного бума» буддийских монастырей в Тибете. Орден Ньингма открыл шесть новых монастырей, в которых преподавалась буддийская наука, разработанная учёными этой школы. Крупнейшей фигурой в тот период был Лонгчен Рабджам (1308—1363), которого монахи Ньингма считают инкарнацией бодхисаттвы Манджушри. Различные труды, созданные в рамках школы Ньингма, он оформил в единую духовную систему, ведущую к «Великому Совершенству». Его многочисленные религиозно-философские произведения почитаются как величайшие сокровища и используются адептами Ньингма до сих пор.

## Особенности школы
На взгляд исследователя, многие ритуалы ньингма содержат в себе много переосмысленных небуддийских, шаманских, бонских элементов, и это указывает на то, что своими корнями школа уходит в эпоху, когда буддийская традиция в Тибете ещё не установилась.
Сами последователи Ньингма говорят о том, что Гуру Падмасамбхава укротил враждебно настроенные силы бонского Тибета и привлёк их на службу Дхарме.
Деяния Падмасамбхавы, а также традиция особого почитания гуру в Тибете привели к тому, что в традиции школы Ньингма сложился выраженный культ Падмасамбхавы, основанный на обожествлении его личности и абсолютизации его деяний и заслуг.
Связь Ньингма с ранним периодом истории буддизма в Тибете некоторым исследователям видится в наличии в её методах китайского (чаньского) субстрата. (см. Дискуссия в Самье).
Ньингма именуется также традицией Старых переводов. Школы, возникшие во время второй волны проникновения буддизма в Тибет, называются Сарма, традиция Новых переводов.
Ньингмапинцы имеют свою классификацию тантр и свой канон. Они не включили в свой канон новые переводы, сделанные в XI—XII веках, оставшись верны первоначальным переводам, но признают их аутентичность. Прямая передача учений Новых школ (например, Калачакра) отсутствуют в Ньингма, однако поздние ньингмапинские учителя получали и передавали посвящение Калачакры из других школ, в особенности в движении Римэ, существует и калачакринский стиль дзогчен. Кроме того, Ригдзин Чжанчуб Дордже открыл терма по Калачакре в стиле ану-йоги.
С другой стороны, учения и традиции Ньингма не всегда признавались аутентичными другими школами. В первую очередь это было связано с тем, что большинство «старых тантр» не имели индийского прототипа и рассматривались последователями школ новых переводов как подделки, созданные «беспринципными тибетцами». Однако некоторые ранее неизвестные тантры Ньингма (например, тантра Ваджракилаи) были позднее найдены в санскритских оригиналах.
Наибольшей критике подверглось высшее и наиболее сокровенное учение школы Ньингма — Дзогчен.
В XI веке внучатый племянник Еше-Ода, придворный переводчик Шива-Од опубликовал перечень тантрических текстов и практик, которые, по его мнению, не являются буддийскими, и призвал тибетцев отказаться от практик и ритуалов, изложенных в этих сомнительных источниках. Этот перечень дополнялся запретом на следование учению Дзогчен, которое якобы было заражено ложными доктринами и по воззрению напоминает этернализм адвайта-веданты. Как следствие, ньингмапинские тантры были по большей части отвергнуты Ринченом Будоном (1290—1364), который при составлении Кангьюра не включил их в каноническое собрание слов Будды сармапинских школ (школ нового перевода). Хотя, в некоторых редакциях Кангьюра содержится несколько (около двух десятков) ньингмапинских тантр, которые выделены в отдельную секцию. В каталоге Тохоку они идут под номерами 828—844.
Ньингмапинские учения принадлежат к одной из линий, кама или терма. Немалая часть учений линии Устной традиции (например, Маха-йога и Ану-йога Падмасабхавы, Крия- и Йога-тантры Шантаракшиты, садханы Ямантаки и Ченрези), сохранилась со времени раннего распространения Учения в семейных линиях передачи и общинах йогинов-мирян. Линия Дзогчен Меннагдэ и Лонгдэ также не прерывались. В частности, Лонгченпа получал упадешу Дзогчен от Кумараджи. В наше время держатель и распространитель линий кама в Ньингма — монастырь Катхог (уезд Бэю, Гардзе-Тибетский автономный округ в Китае).
Огромную роль (часто бо́льшую, нежели переводные санскритские тексты) в школе Ньингма играют тексты из т. н. терма, «кладов», открываемых тертонами.
Таким образом, Ньингма имеет две полноценные линии передач: Ньингма кама и Ньингма терма.

### Упразднение должности верховного главы школы Ньингма
Держатели линий, относящихся к традиции Ньингма, собравшиеся в феврале 2020 года на 31-й монлам в Бодхгайе, приняли решение упразднить должность Главы Ньингма. Эта должность была введена в 60-х годах прошлого века по просьбе правительства Тибета в изгнании исключительно для административных целей. Первым верховным Главой Ньингма по просьбе Далай-ламы стал Дуджом Ринпоче.
Теперь, как это было и в прошлом, в Ньингма не будет — даже формально — никакого «официального» главы. Важные вопросы, касающиеся всей Традиции, будут решаться сообща держателями линий на ежегодных монламах.

## Структура учений
В традиции Ньингма тантры подразделяются на 6 классов:
Три «внешние» тантры:
1. Крия-тантра — «тантры ритуального действия»: подготовка к получению мудрости от тантрического божества через очищение и ритуалы;
2. Йога-тантра — «тантры единения»: призывание персонажа пантеона (идама), единение с идамом; созерцание мандалы; достижение состояния, когда практикующий сам становится символом божества.
3. Убхая-тантра — «нейтральная». В новой традиции относится к классу «Чарья». Называется так потому, что являясь чем-то средним между крия- и йога-тантрами, разделяют с первыми правила поведения, а со вторыми методы созерцания. Взаимоотношения между практикующим и тантрическим божеством сравниваются с дружескими или братскими. Однако божество, передающее мудрость, остаётся «внешним» по отношению к практикующему.

Три «внутренние» тантры:
Во внутренних («высших» по терминологии новой традиции) тантрах, нет представления о внешнем божестве. Божество это только символ изначального состояния самого практика, переданный учителем во время посвящения.
1. Махайога (великая йога) — созерцание групп, образующих эмпирическую личность (скандхи), олицетворённых в облике персонажей пантеона;
2. Ануйога (изначальная йога) — тайная инициация в присутствии персонажа пантеона и его женской ипостаси (праджни) и созерцание шуньяты, или пустоты, для разрушения иллюзорности всех вещей;
3. Атийога (совершенная йога), или Дзогчен, сокр. от Дзогпа Ченпо — «Великое Совершенство» (санскр. «маха ати»), — постижение единства ясности и пустоты (или идама и его женской ипостаси как пустоты и блаженства в дзогчене ану-йоги и махамудре), которое приводит к опыту Естественного Состояния, «ригпа»; реализация истинной природы сознания. Однако следует отличать понимание Дзогчен в составе этой классификации, когда в тестах практик присутствуют различные методы разных уровней, от самостоятельной традиции. Такое более широкое понимание описано, например, в книге «Кристалл и путь света» учителя Чогъяла Намкхая Норбу Ринпоче.

Достижение пробуждения (состояния Будды) находится в зависимости от посвящения в ту или иную группу текстов: посвящённый в крия-тантру может достичь состояния Будды через семь рождений в облике человека; в убхайога-тантру — способен обрести состояние Будды после пяти рождений человеком; посвящение в йога-тантру приводит к состоянию Будды самое меньшее через три жизни; в маха-йога-тантру — даёт возможность стать Буддой в следующем рождении, в ануйога-тантру — во время смерти, в ати-йогу — уже в этой жизни.
Для ньингмапинской традиции характерно отсутствие больших монастырей, общины практикующих йогов-мирян, семейные линии передачи тантр, предпочтение практики в затворничестве (ритод — строение для практики отшельничества) — индивидуальной или в составе небольшой группы.

## Выдающиеся учителя традиции Ньингма
Гуру Падмасамбхава (Padmasambhava) создал линии устной передачи, известной как кама, которая переходит непосредственно от учителя к ученику, а также цикл скрытых учений (терма). В Тибете Гуру Падмасамбхаву обычно называют Гуру Ринпоче, что значит «драгоценный учитель». Гуру Ринпоче — всецело просветлённое существо, полностью пробуждённый, Будда.
Всеведущий Лонгченпа, или Лонгчен Рабджам (по неподтверждённым данным, именовавшийся также Нацог Рандрол), (1308—1363), автор примерно двухсот семидесяти трактатов, содержащих и разъясняющих учения сутр и тантр (особенно сущности пути и плода Великого Совершенства), наставления по созерцанию, а также мирские науки.
Доксограф Джамгон Мипам (Джу Мипам), (1846—1912), открыватель терма, автор ок. 300 трактатов по Мадхьямике, Абхидхарме и другим разделам Сутры и Тантры.
| - Ригдзин Годем (1337—1408) - Ньяк Джнянакумара - Нубчен Сангье Еше - Лхардже Зурпоче Сакья Джюнгне - Ронгзом Чоки Зангпо - Кумараджа | - Ньянг Рал Ньима Озер - Чоки Вангчук - Сандже Лингпа - Дордже Лингпа - Ратна Лингпа - Падма Лингпа | - Нгари Панчен Пема Вангьял - Тердаг Лингпа - Лочен Дхармашри - Джигме Лингпа - Дза Патрул - Джамгон Конгтрул (1813—1899) | - Джамьян Кьенце Вангпо (1820—1892) - Чогьюр Лингпа - Джигдрел Йеше Дордже - Дилго Кьенце - Дуджом Ринпоче - Ургьен Тулку - Гуру Таши Тсеринг Ринпоче |

## Ньингма в наше время

### Римэ
В XIX веке на базе Ньингмапа в тибетском регионе Кам, благодаря деятельности таких лам, как Цеванг Норбу и Ситу Панчэн, возникло несектарное движение, известное как Римэ (ris-med).
Важную роль в новом движении сыграли Джамгон Конгтрул, Джамьян Кьенце Вангпо, Дза Патрул и Джу Мипам
Римэ не является отдельной традицией или школой. Последователи Римэ считают, что помимо изучения и практики собственной традиции, ничто не мешает получать наставления и посвящения любых других линий преемственности буддийской традиции. То есть, адепты Римэ выступают против деления буддизма на школы, направления и секты, считая, что буддизм един в своей сути, а разделения созданы людьми искусственно.
В России (Москва, Санкт-Петербург) существуют одноименные буддийские центры. Хотя при неформальном подходе, к Римэ могут относиться практикующие любой буддийской традиции.

### В России
Хроника Кижингинского дацана Бурятии упоминает, что ещё за столетие до официального принятия бурят-монгольскими племенами буддизма и до деятельности первого хамбо-ламы Дамба-Доржи Заяева в Кижингинскую долину прибыли пять «красношапочных» монахов из Тибета и построили небольшой храм на склоне горы Челсана (возле современного административного центра села Кижинга). Этот храм просуществовал сто лет и впоследствии сгорел при пожаре. Вместо него местными жителями был построен Кижингинский дацан возле села Ушхайта. В преданиях кижингинских (хори) бурят говорится, что культ почитания Падмасамбхавы всегда был популярен среди лам выходцев из Кижингиской и Кодунской долины, как наследие тех первых лам, когда-то построивших храм на горе Челсана.
В конце XIX — начале XX века ламы Кижингинского и Чесанского дацанов начали движение за обновление и очищение буддизма и возвращение в исконную для кижингинских бурят традицию ньингма. В Чесанском дацане это движение начал Самданай Лама, а впоследствии возглавил всё движение Дхармараджа Лубсан-Самдан Цыденов. Они пригласили в Бурятию Жаягсы-Гегена, от которого в тайне получили передачу в линию терма Лонгчен Ньинтиг. Они построили Шулуутайский монастырь в местности Шулуута, который официально провозгласил полное возвращение в традицию ньингма. Этот монастырь впоследствии стал административным центром независимого теократического государства хори-бурят в годы гражданской войны начала XX века. Помимо лам, следовавших традиции ньингма, были отдельные практикующие миряне, посещавшие Тибет и также получавшие полное посвящение терма школы ньингма. Особенно была популярна терма Чоглин Терсар.
В 1995 году первая в Бурятии дзогчен-община «Палбарлинг», основанная Намкхаем Норбу Ринпоче в 1992 году, ядро которой составляли потомки лам Шулуутайского дацана, вновь начала возводить монастырь и ретритный центр на прежнем месте. Анализ сохранившейся библиотеки Шулуутайского дацана показывает, что в дацане были представлены почти все основные линии передач школы ньингма: Лонгчен Ньинтиг, Миндролинг, Чоклинг Терсар и другие. В 1999 году Раньяк Патрул Ринпоче посетил Шулуутайский дацан Дуддуллинг и вновь передал передачу терма Лонгчен Ньинтиг. В 2008 году на месте, где стоял древний храм, на склоне горы Челсана была возведена ступа, содержащая реликвии Падмасамбхавы и тексты терма. В данный момент Шулуутайский монастырь (ретритный центр «Дуддуллинг») является официальной резиденцией Кхенпо-ламы традиции ньингма в Российской Федерации.
Кроме того, в России присутствуют и другие новые центры школы ньингма в Москве, Санкт-Петербурге, в Калмыкии, а также Даристуйский дацан Лхундруб Дечен Линг в Джидинском районе Бурятии.

### В Монголии
На территории Монголии школа ньингма существовала в ограниченной степени, значительно уступая школе гелуг. Одним из важнейших центров этой школы был гобийский монастырь Хамарын-хийд, основанный выдающимся наставником и последователем школы ньингма, Догшин-Нойон-хутухтой V Данзанравджой. В современной Монголии существует целый ряд монастырей, принадлежащих к этой школе: Пунцоглин, Уржиншаддувлин и другие.

## В современном искусстве
Литургические произведения линии ньингма были использованы ламой Сонам Дордже (в миру — Олег Поздняков) в экспериментальном проекте в соавторстве с Антоном Батаговым.